# Tippe Lumbye
Theodor Alfred Valdemar Lumbye, kaldet Tippe Lumbye (27. november 1879 – 3. maj 1959) var en dansk musiker, komponist og restauratør.
Tippe Lumbye er uddannet på Københavns Musikkonservatorium juli 1896 - december 1897, samt i Paris.
Han var violinist og kapelmester på restaurant Wivel i Tivoli, København fra 1901-1918. Fra 1918-1946 var Tippe Lumbye musikanmelder på Social-Demokraten. Efterfølgende blev han restauratør på restaurant Grøften i Tivoli.
Tippe Lumbye kom fra en musikerfamilie. Han var søn af musiker og komponist Georg August Lumbye og sønnesøn af H.C. Lumbye.
Tippe Lumbye blev født i Stockholm i 1879 hvor hans far spillede, og døde på Frederiksberg i 1959. Han er begravet på Holmens Kirkegård på Østerbro, København.

## Film, musik og bøger
Tippe Lumbye medvirkede i stumfilmen Bryggerens Datter fra 1912. Han har komponeret en del orkestermusik, klavermusik og sange. I 1942 udgav han selvbiografien I Familie med Tivoli.